# I Me Mine
Az "I Me Mine" című dalt George Harrison írta. A dal utolsó felvételi napja egyben a Beatles utolsó stúdiómunkája (leszámítva a "Free as a Bird" és a "Real Love" felvételét 1994-1995-ben), bár sokan úgy érzik, hogy ez nem igazi Beatles-felvétel, mivel John Lennon épp külföldön volt, így nem szerepel a dalon. Akik így gondolják, azok szerint az "I Want You (She's So Heavy)" utolsó stúdiónapja (1969. augusztus 19.) az utolsó, mivel ekkor dolgoztak utoljára együtt mind a négyen (kivéve 1969. augusztus 20-át, amikor az Abbey Road dalainak sorrendjét rakták össze).
Harrison szerint „az [I Me Mine] egóról szól, ami egy örök probléma.” A Bhagavad-gítában ez áll: „Akik lemondanak minden önző vágyról és kiszabadulnak az 'én', 'engem' és 'enyém' csapdájából, hogy egyesülhessenek az Úrral, azok mindörökké szabadok lesznek. Ez a végső állapot. Érd el, és próbálj eljutni a halhatatlanságig.” (Bhagavad-gíta 2:71-72)

## Közreműködők
- George Harrison – ének, vokál, akusztikus gitár, szólógitár
- Paul McCartney – vokál, basszusgitár, Hammond orgona, elektromos zongora
- Ringo Starr – dob
- Ismeretlen zenészek – 18 hegedű, 4 brácsa, 4 gordonka, 1 hárfa, 3 trombita, 3 harsona

### Produkció
- Phil McDonald – hangmérnök
- Peter Brown – hangmérnök
- George Martin – producer
- Phil Spector – producer